# Saint-Nexans
Saint-Nexans [sɛ̃ nɛksɑ̃], anciennement orthographiée Saint-Naixent, est une commune française située dans le département de la Dordogne, en région Nouvelle-Aquitaine.

## Géographie

### Généralités
Située au sud du département de la Dordogne et dans l'unité urbaine de Bergerac, la commune de Saint-Nexans est traversée du sud au nord par un affluent de la Dordogne, la Conne, qui lui sert de limite naturelle avec deux autres communes, Conne-de-Labarde au sud, et Cours-de-Pile au nord.
Le village de Saint-Nexans, traversé par la route départementale 14E2, se trouve en distances orthodromiques, 7,5 kilomètres au sud-ouest de Bergerac et 19 kilomètres au nord-est d'Eymet.
La commune est également desservie par la route départementales 19.
Le sentier de grande randonnée GR 6 fait une courte incursion sur le territoire communal, au sud-est.

### Communes limitrophes
Saint-Nexans est limitrophe de six autres communes. À l'ouest, son territoire est distant d'environ 350 mètres de celui de Monbazillac.
| Bergerac  | Cours-de-Pile    |                         |
|           | Saint-Nexans     | Saint-Germain-et-Mons   |
| Colombier | Conne-de-Labarde | Saint-Aubin-de-Lanquais |

### Géologie et relief

#### Géologie
Situé sur la plaque nord du Bassin aquitain et bordé à son extrémité nord-est par une frange du Massif central, le département de la Dordogne présente une grande diversité géologique. Les terrains sont disposés en profondeur en strates régulières, témoins d'une sédimentation sur cette ancienne plate-forme marine. Le département peut ainsi être découpé sur le plan géologique en quatre gradins différenciés selon leur âge géologique. Saint-Nexans est située dans le quatrième gradin à partir du nord-est, un plateau formé de dépôts siliceux-gréseux et de calcaires lacustres de l'ère tertiaire.
Les couches affleurantes sur le territoire communal sont constituées de formations superficielles du Quaternaire et de roches sédimentaires datant du Cénozoïque. La formation la plus ancienne, notée e6b, se compose de molasses inférieures (faciès argileux dominant)  (Bartonien supérieur continental). La formation la plus récente, notée Fy3-z, fait partie des formations superficielles de type alluvions subactuelles à actuelles. Le descriptif de ces couches est détaillé dans  les feuilles « no 806 - Bergerac » et « no 830 - Eymet » de la carte géologique au 1/50 000 de la France métropolitaine, et leurs notices associées,.

Carte géologique de Saint-Nexans.

#### Relief et paysages
Le département de la Dordogne se présente comme un vaste plateau incliné du nord-est (491 m, à la forêt de Vieillecour dans le Nontronnais, à Saint-Pierre-de-Frugie) au sud-ouest (2 m à Lamothe-Montravel). L'altitude du territoire communal varie quant à elle entre 36 mètres à l'extrême nord, là où la Conne quitte la commune pour servir de limite entre celles de Cours-de-Pile et Bergerac, et 125 mètres à l'extrême sud-ouest, au sud du lieu-dit Leyrissat.
Dans le cadre de la Convention européenne du paysage entrée en vigueur en France le 1er juillet 2006, renforcée par la loi du 8 août 2016 pour la reconquête de la biodiversité, de la nature et des paysages, un atlas des paysages de la Dordogne a été élaboré sous maîtrise d’ouvrage de l’État et publié en octobre 2020. Les paysages du département s'organisent en huit unités paysagères,. La commune est dans le Bergeracois, une région naturelle présentant un relief contrasté, avec les deux grandes vallées de la Dordogne et du Dropt séparées par un plateau plus ou moins vallonné, dont la pente générale s’incline doucement d’est en ouest. Ce territoire offre des paysages ouverts qui tranchent avec les paysages périgourdins. Il est composé de vignes, vergers et cultures,.
La superficie cadastrale de la commune publiée par l'Insee, qui sert de référence dans toutes les statistiques, est de 12,38 km2,. La superficie géographique, issue de la BD Topo, composante du Référentiel à grande échelle produit par l'IGN, est quant à elle de 12,46 km2.

### Hydrographie

#### Réseau hydrographique

Réseaux hydrographique et routier de Saint-Nexans.

La commune est située dans le bassin de la Dordogne au sein du Bassin Adour-Garonne. Elle est drainée par la Conne, le Gouzou, le Cavérieu et par un petit cours d'eau, qui constituent un réseau hydrographique de 12 km de longueur totale,.
La Conne, d'une longueur totale de 22,96 km, prend sa source dans la commune de Faux-en-Périgord et se jette dans la Dordogne en rive gauche à Bergerac. Elle traverse la commune du sud au nord sur cinq kilomètres et demi dont plus de trois servent de limite naturelle en deux tronçons, face aux communes de Conne-de-Labarde et Cours-de-Pile.
Son affluent le Cavérieu, ou Caverieu, marque la limite territoriale au sud-ouest sur deux kilomètres et demi, face à Conne-de-Labarde.
Autre affluent de la Conne, le Gouzou borde brièvement le territoire communal à l'est sur 400 mètres, face à Saint-Aubin-de-Lanquais et Saint-Germain-et-Mons.

#### Gestion et qualité des eaux
Le territoire communal est couvert par le schéma d'aménagement et de gestion des eaux (SAGE) « Dordogne Atlantique ». Ce document de planification, dont le territoire correspond au sous‐bassin le plus aval du bassin versant de la Dordogne (aval de la confluence Dordogne - Vézère)., d'une superficie de 2 700 km2 est en cours d'élaboration. La structure porteuse de l'élaboration et de la mise en œuvre est l'établissement public territorial de bassin de la Dordogne (EPIDOR). Il définit sur son territoire les objectifs généraux d’utilisation, de mise en valeur et de protection quantitative et qualitative des ressources en eau superficielle et souterraine, en respect des objectifs de qualité définis dans le troisième SDAGE  du Bassin Adour-Garonne qui couvre la période 2022-2027, approuvé le 10 mars 2022.
La qualité des eaux de baignade et des cours d’eau peut être consultée sur un site dédié géré par les agences de l’eau et l’Agence française pour la biodiversité.

### Climat
Pour des articles plus généraux, voir Climat de la Nouvelle-Aquitaine et Climat de la Dordogne.
Historiquement, la commune est exposée à un climat océanique aquitain.  
En 2020, Météo-France publie une typologie des climats de la France métropolitaine dans laquelle la commune est dans une zone de transition entre le climat océanique et le climat océanique altéré et est dans la région climatique  Aquitaine, Gascogne, caractérisée par une pluviométrie abondante au printemps, modérée en automne, un faible ensoleillement au printemps, un été chaud (19,5 °C), des vents faibles, des brouillards fréquents en automne et en hiver et des orages fréquents en été (15 à 20 jours).
Pour la période 1971-2000, la température annuelle moyenne est de 12,7 °C, avec  une amplitude thermique annuelle de 15,3 °C. Le cumul annuel moyen de précipitations est de 833 mm, avec 11,5 jours de précipitations en janvier et 7,1 jours en juillet. Pour la période 1991-2020, la température moyenne annuelle observée sur la station météorologique la plus proche, située sur la commune de Bergerac à 7 km à vol d'oiseau, est de 13,2 °C et le cumul annuel moyen de précipitations est de 792,9 mm,. Pour l'avenir, les paramètres climatiques de la commune estimés pour 2050 selon différents scénarios d’émission de gaz à effet de serre sont consultables sur un site dédié publié par Météo-France en novembre 2022.

## Urbanisme

### Typologie
Au 1er janvier 2024, Saint-Nexans est catégorisée commune rurale à habitat dispersé, selon la nouvelle grille communale de densité à 7 niveaux définie par l'Insee en 2022.
Elle appartient à l'unité urbaine de Bergerac, une agglomération inter-départementale dont elle est une commune de la banlieue,. Par ailleurs la commune fait partie de l'aire d'attraction de Bergerac, dont elle est une commune de la couronne,. Cette aire, qui regroupe 73 communes, est catégorisée dans les aires de 50 000 à moins de 200 000 habitants,.

### Occupation des sols
L'occupation des sols de la commune, telle qu'elle ressort de la base de données européenne d’occupation biophysique des sols Corine Land Cover (CLC), est marquée par l'importance des territoires agricoles (74,8 % en 2018), en diminution par rapport à 1990 (88,3 %). La répartition détaillée en 2018 est la suivante : 
zones agricoles hétérogènes (29 %), cultures permanentes (28,8 %), terres arables (13,2 %), forêts (12,9 %), zones urbanisées (12,3 %), prairies (3,9 %). L'évolution de l’occupation des sols de la commune et de ses infrastructures peut être observée sur les différentes représentations cartographiques du territoire : la carte de Cassini (XVIIIe siècle), la carte d'état-major (1820-1866) et les cartes ou photos aériennes de l'IGN pour la période actuelle (1950 à aujourd'hui).

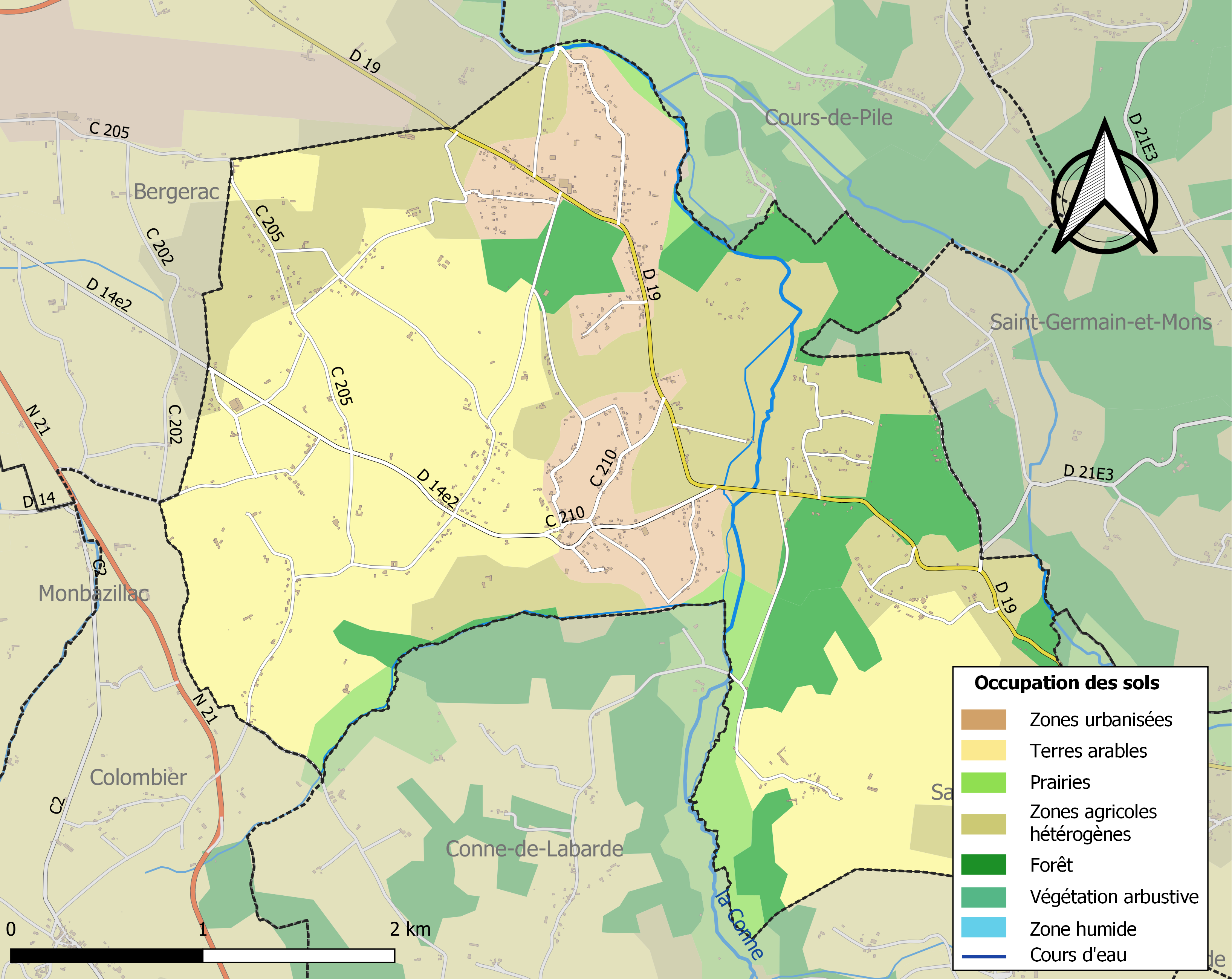
Carte des infrastructures et de l'occupation des sols de la commune en 2018 (CLC).

### Prévention des risques
Le territoire de la commune de Saint-Nexans est vulnérable à différents aléas naturels : météorologiques (tempête, orage, neige, grand froid, canicule ou sécheresse), feux de forêts, mouvements de terrains et séisme (sismicité très faible). Il est également exposé à un risque technologique, la rupture d'un barrage. Un site publié par le BRGM permet d'évaluer simplement et rapidement les risques d'un bien localisé soit par son adresse soit par le numéro de sa parcelle.

#### Risques naturels
Saint-Nexans est exposée au risque de feu de forêt. L’arrêté préfectoral du 14 mars 2013 fixe les conditions de pratique des incinérations et de brûlage dans un objectif de réduire le risque de départs d’incendie. À ce titre, des périodes sont déterminées : interdiction totale du 15 février au 15 mai et du 15 juin au 15 octobre, utilisation réglementée du 16 mai au 14 juin et du 16 octobre au 14 février. En septembre 2020, un plan inter-départemental de protection des forêts contre les incendies (PidPFCI) a été adopté pour la période 2019-2029,.

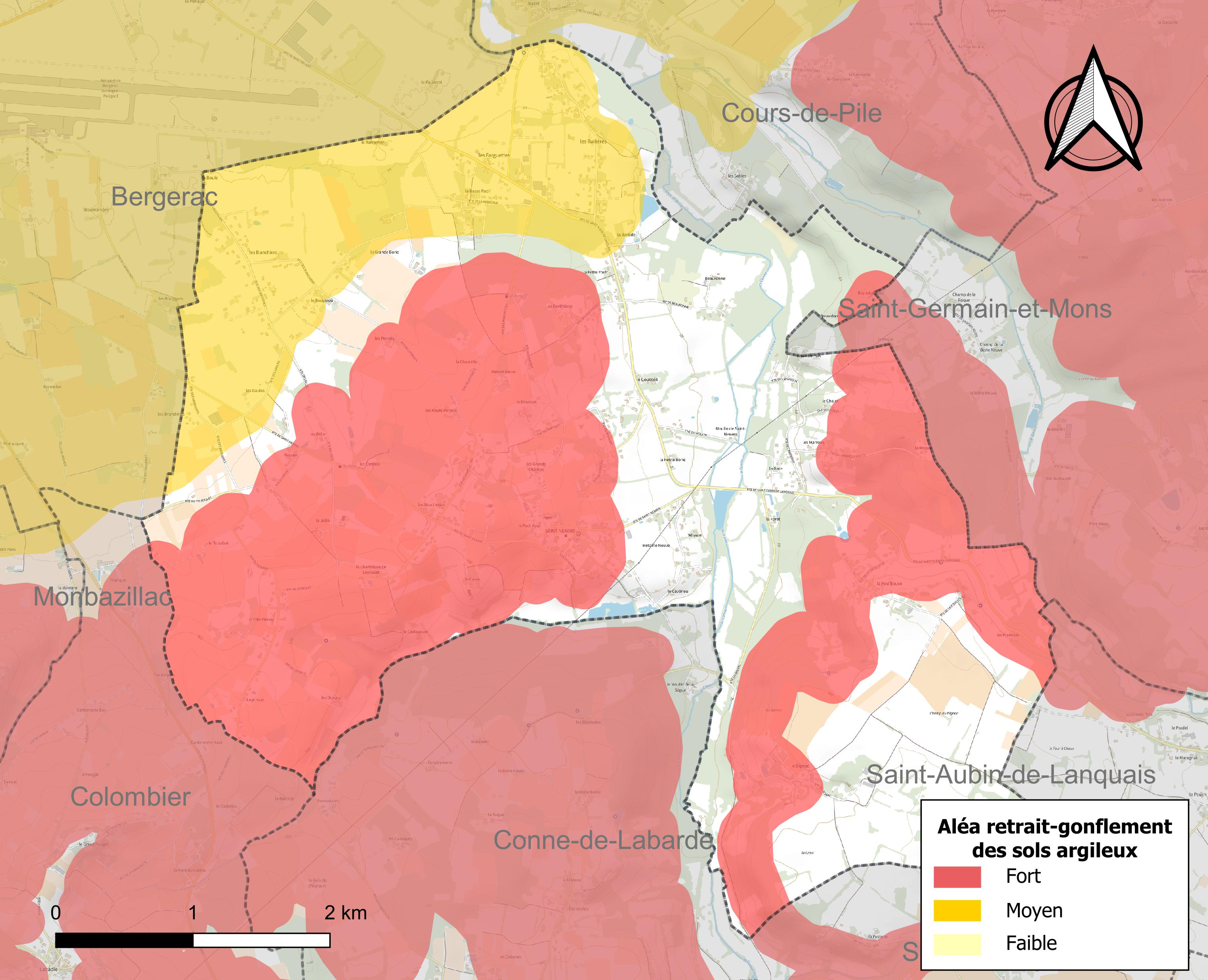
Carte des zones d'aléa retrait-gonflement des sols argileux de Saint-Nexans.

Les mouvements de terrains susceptibles de se produire sur la commune sont des tassements différentiels. Le retrait-gonflement des sols argileux est susceptible d'engendrer des dommages importants aux bâtiments en cas d’alternance de périodes de sécheresse et de pluie. 62,3 % de la superficie communale est en aléa moyen ou fort (58,6 % au niveau départemental et 48,5 % au niveau national métropolitain). Depuis le 1er octobre 2020, en application de la loi ÉLAN, différentes contraintes s'imposent aux vendeurs, maîtres d'ouvrages ou constructeurs de biens situés dans une zone classée en aléa moyen ou fort,.
La commune a été reconnue en état de catastrophe naturelle au titre des dommages causés par les inondations et coulées de boue survenues en 1982, 1999, 2007, 2008 et 2014, par la sécheresse en 1989, 1992, 1995, 2005 et 2011 et par des mouvements de terrain en 1999.

#### Risque technologique
La commune est en outre située en aval du barrage de Bort-les-Orgues, un ouvrage de classe A situé dans le département de la Corrèze et faisant l'objet d'un PPI depuis 2009. À ce titre elle est susceptible d’être touchée par l’onde de submersion consécutive à la rupture de cet ouvrage.

## Toponymie
En occitan, la commune porte le nom de Sent Naissent.

## Histoire
Sur la carte de Cassini représentant la France entre 1756 et 1789, le village est identifié sous le nom de Saint Naissant.
Le nom actuel a remplacé celui de Saint-Naixent en 1985.

## Politique et administration

### Intercommunalité
Fin 2001, Saint-Nexans intègre dès sa création la communauté de communes de Bergerac Pourpre. Celle-ci est dissoute au 31 décembre 2012 et remplacée au 1er janvier 2013 par la communauté d'agglomération bergeracoise. Celle-ci fusionne avec la communauté de communes des Coteaux de Sigoulès au 1er janvier 2017 pour former la nouvelle communauté d'agglomération bergeracoise.

### Administration municipale
La population de la commune étant comprise entre 500 et 1 499 habitants au recensement de 2017, quinze conseillers municipaux ont été élus en 2020,.

### Liste des maires
| Période                                  | Période   | Identité             | Étiquette | Qualité                 |
| ---------------------------------------- | --------- | -------------------- | --------- | ----------------------- |
| Les données manquantes sont à compléter. |           |                      |           |                         |
|                                          |           |                      |           |                         |
|                                          | 1995      | René Lafon           |           |                         |
| 1995                                     | mars 2008 | Marie-Jeanne Daniès  | DVG       | Employée à la Poudrerie |
| mars 2008 (réélu en mai 2020)            | En cours  | Jean-François Jeante | SE        | Exploitant agricole     |

## Équipements et services publics

### Justice
En 2023, dans le domaine judiciaire, Saint-Nexans relève : 
- du tribunal judiciaire, du tribunal pour enfants, du conseil de prud'hommes et du tribunal de commerce de Bergerac ;
- du pôle Nationalité du tribunal judiciaire de Périgueux (compétent uniquement dans le domaine de la nationalité) ;
- de la cour d'appel, du tribunal administratif et de la  cour administrative d'appel de Bordeaux.

## Population et société

### Démographie
L'évolution du nombre d'habitants est connue à travers les recensements de la population effectués dans la commune depuis 1793. Pour les communes de moins de 10 000 habitants, une enquête de recensement portant sur toute la population est réalisée tous les cinq ans, les populations de référence des années intermédiaires étant quant à elles estimées par interpolation ou extrapolation. Pour la commune, le premier recensement exhaustif entrant dans le cadre du nouveau dispositif a été réalisé en 2008.

En 2022, la commune comptait 1 013 habitants, en évolution de +5,74 % par rapport à 2016 (Dordogne : +0,37 %, France hors Mayotte : +2,11 %).
| 1793 | 1800 | 1806 | 1821 | 1831 | 1836 | 1841 | 1846 | 1851 |
| ---- | ---- | ---- | ---- | ---- | ---- | ---- | ---- | ---- |
| 456  | 503  | 475  | 518  | 483  | 580  | 588  | 590  | 621  |

| 1856 | 1861 | 1866 | 1872 | 1876 | 1881 | 1886 | 1891 | 1896 |
| ---- | ---- | ---- | ---- | ---- | ---- | ---- | ---- | ---- |
| 589  | 593  | 563  | 535  | 552  | 568  | 525  | 492  | 535  |

| 1901 | 1906 | 1911 | 1921 | 1926 | 1931 | 1936 | 1946 | 1954 |
| ---- | ---- | ---- | ---- | ---- | ---- | ---- | ---- | ---- |
| 510  | 508  | 510  | 438  | 452  | 448  | 482  | 501  | 440  |

| 1962 | 1968 | 1975 | 1982 | 1990 | 1999 | 2006 | 2008 | 2013 |
| ---- | ---- | ---- | ---- | ---- | ---- | ---- | ---- | ---- |
| 454  | 475  | 538  | 664  | 772  | 802  | 845  | 857  | 909  |

| 2018 | 2022  | - | - | - | - | - | - | - |
| ---- | ----- | - | - | - | - | - | - | - |
| 975  | 1 013 | - | - | - | - | - | - | - |

## Économie

### Emploi
En 2015, parmi la population communale comprise entre 15 et 64 ans, les actifs représentent 468 personnes, soit 49,3 % de la population municipale. Le nombre de chômeurs (quarante-cinq) a augmenté par rapport à 2010 (quarante-deux) et le taux de chômage de cette population active s'établit à 9,6 %.

### Établissements
Au 31 décembre 2015, la commune compte soixante-deux établissements, dont trente-deux au niveau des commerces, transports ou services, quinze dans l'agriculture, la sylviculture ou la pêche, neuf dans la construction, trois relatifs au secteur administratif, à l'enseignement, à la santé ou à l'action sociale, et trois dans l'industrie.

### Entreprises
Située à Saint-Nexans, la plus importante casse automobile du département emploie 32 salariés en 2020.

## Culture locale et patrimoine

### Lieux et monuments
- Église Saint-Jean-Baptiste, romane du XIIe siècle, dont la façade occidentale est inscrite au titre des monuments historiques depuis 1963[58]
- En 2021, la rénovation du monument aux morts s'est accompagnée de la pose de nouvelles plaques avec treize nouveaux noms : deux pour la Guerre franco-prussienne de 1870, neuf pour la Première Guerre mondiale, un pour la guerre d'Indochine ainsi que pour la guerre d'Algérie[59].

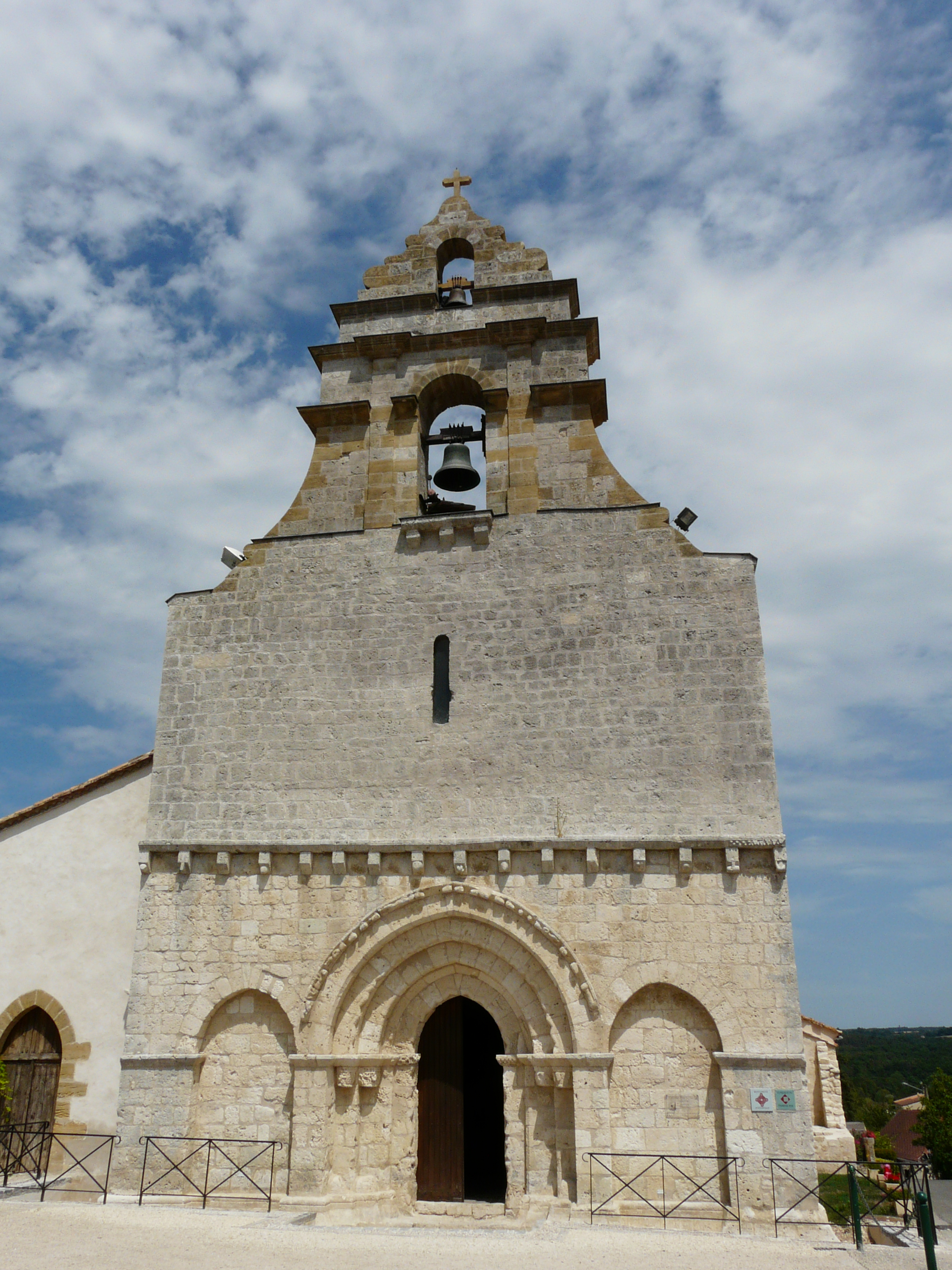
L'église Saint-Jean-Baptiste.
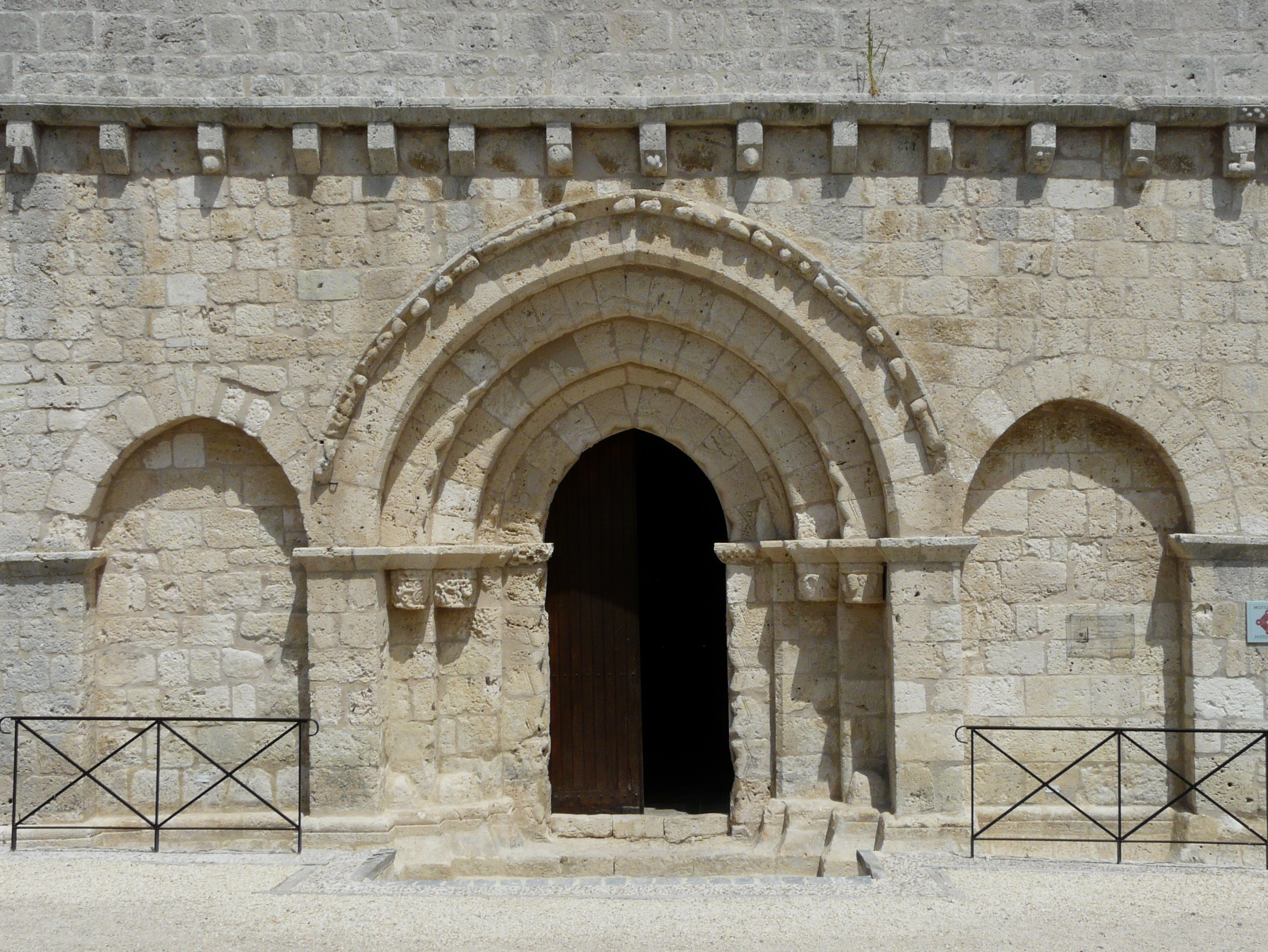
Le portail de l'église.
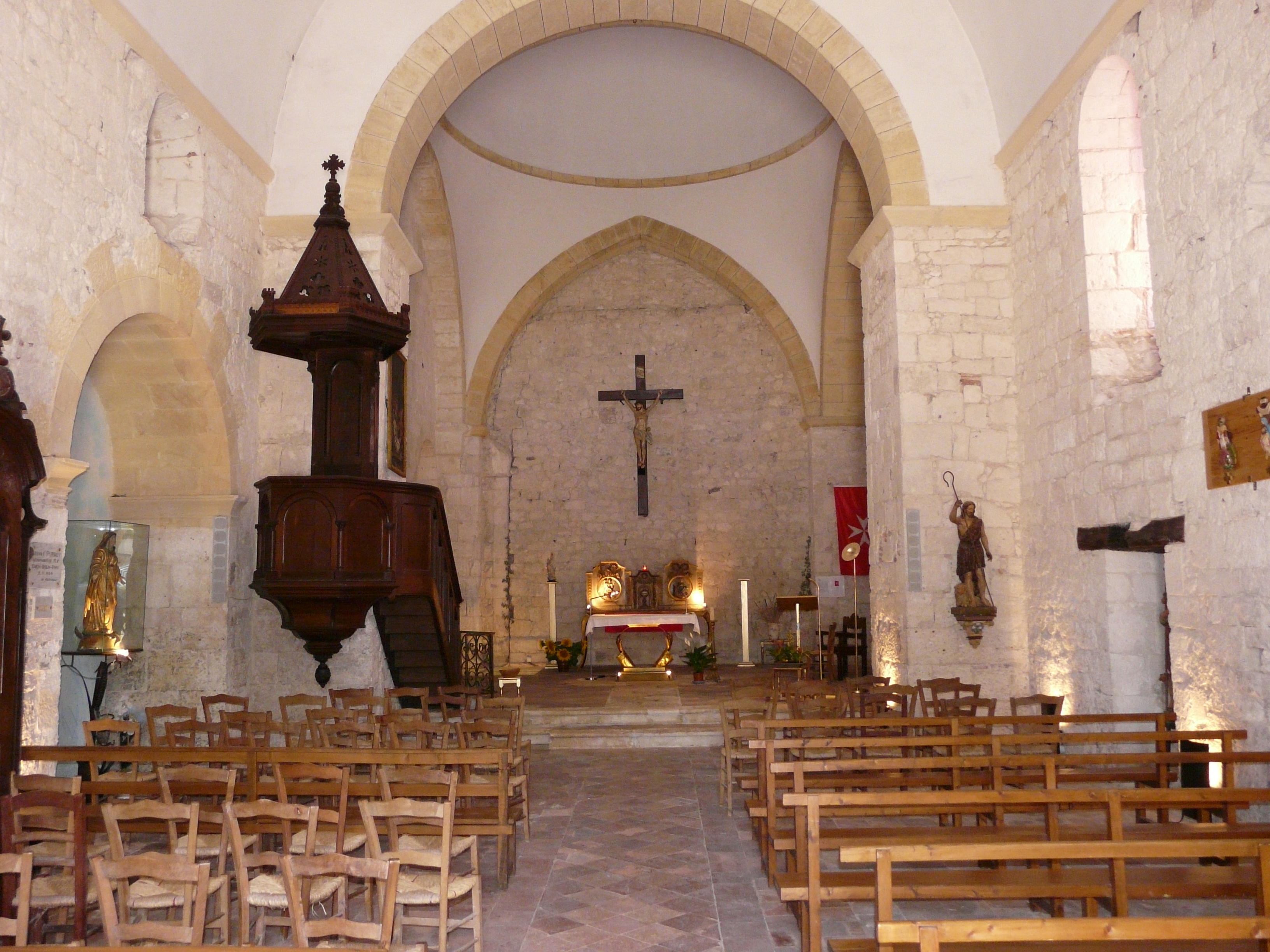
La nef.

### Personnalités liées à la commune
- Jean Pinet de Saint-Naixent (1759-? ), général des armées de la République, frère du conventionnel Jacques Pinet, y est né.
- Arlette Tournaire née à Saint-Nexans (1913-2000) professeur agrégée de physique, épouse et assistante d'Étienne Vassy et auteur d'ouvrages scientifiques.
- Louis Bernicot (1883-1952), navigateur français connu pour son tour du monde en solitaire à la voile de 1936 à 1938, est décédé à Saint-Nexans.

### Héraldique
| Blason de Saint-Nexans | Blason  | Taillé au premier d’azur aux trois étoiles d’or en orle, au second de gueules à la coquille d’argent ; à la barre d’argent brochant sur la partition, chargée d’un tourteau de gueules surchargé d’une croisette de Malte aussi d’argent. |
| Blason de Saint-Nexans | Détails | Le statut officiel du blason reste à déterminer. |

## Pour approfondir